# ويليام جيبسون (طبيب أسنان)
ويليام جيبسون (بالإنجليزية: William Gibson)‏ هو طبيب أسنان أمريكي، ولد في 7 سبتمبر 1933، وتوفي في 2 مايو 2002 بسبب سرطان.